# هسته‌های عمقی مخچه
مخچه، چهار هسته عمقی (هسته‌های عمقی مخچه) (به انگلیسی: Deep Cerebellar Nuclei) دارد که در ماده سفید، در مرکز مخچه تعبیه شده.

## ورودی‌ها
این هسته‌ها، ورودی‌های بازدارنده (گابائرژیک یا GABAergic) را از سلول‌های پورکنژ قشری، و ورودی‌های تحریکی (گلوتامرژیک) را از مسیرهای الیاف خزه‌ای و الیاف بالارونده، دریافت می‌کند. بسیاری از الیاف خروجی مخچه، از این هسته‌ها نشأت می‌گیرند. یک استثناء، الیافی اند که مستقیماً از سیناپس لوب فلوکولوندولار واقع بر روی هسته‌های دهلیزی می‌آیند، بدون این که اول از طریق هسته‌های مخچه‌ای عمیق عبور کنند. هسته‌های دهلیزی در ساقه مغز، ساختاری مشابه با هسته‌های عمیق دارند، چرا که هم از الیاف خزه‌ای و هم سلول‌های پورکنژ ورودی می‌گیرند.